# Szénhidrogén-bányászat Magyarországon
A szénhidrogén-bányászat Magyarországon a középkorig nyúlik vissza: ekkor a magyarok már hasznosítottak természetes szénhidrogén származékokat, kocsikenőcsnek, bőrpuhításra és kezdetleges fáklyaként. A hasznosítható szénhidrogének a természetben többnyire folyékony és gáznemű fázisban találhatók meg. Szilárd halmazállapotúak is előfordulnak, ezek: az aszfalt, a természetes bitumen, a földiviasz vagyis az ozokerit, az olajpala és az olajhomok. A szénhidrogének kutatása és kitermelése többnyire mélyfúrásokkal történik.

## Kezdeti kutatások
A Muraközben Szelencén (Selnica) és Bányaváron (Peklenica, ma Horvátország) a kőolajat ásott gödrökben gyűjtötték össze. Ezt a kőolajat 1788-ban Wintler József, a budai egyetem vegytanprofesszora elemezte, és eredményeit németül publikálta.
A történelmi Magyarország területén ismertek voltak földgáz- és kőolaj-szivárgások. A galíciai előfordulások alapján feltételezték, hogy a Kárpát-medence belső koszorújában is előfordulhat szénhidrogén, ezért nagyrészt spekulációs célokkal nagyon sok „bányatelekre” jegyeztettek be zárt kutatmányt, ami azt jelentette, hogy az adott területen csekély díjfizetés mellett csak a bejegyeztetőnek volt kutatási engedélye a bányahatóságtól. Az elsők között Puskás Tivadar Zsibó környékén tárt fel kőolajat és létesített paraffin gyártására üzemet, de az hamarosan 
csődbe ment. A kormányzat megbízásából Böckh János bányamérnök, a Magyar Királyi Földtani Intézet igazgatójának irányításával tudományos alapon kezdték meg a kutatásokat. Az első siker mégis véletlenszerű volt. Az Erdélyi-medencében kálisó kutatása közben a „Kissármás-1.” elnevezésű fúrólyukban munka közben kitört a földgáz, meggyulladt, és azt csak több mint két év múlva, 1911. június 30-án tudták eloltani. A kiáramló földgáz tiszta metánnak bizonyult, és mennyisége napi 860 ezer köbméter volt, amit Tordára és Marosújvárra 73 kilométer hosszú csővezetéken továbbítottak.
Az 1911. évi VI. törvény (a Bányatörvény) a szénhidrogének kutatási és művelési jogát állami monopóliummá nyilvánította, ami az Országgyűlés engedélyével meghatározott körülmények között és bányajáradék fizetése ellenében bel- vagy külföldi jogi személyekre átruházható volt. Az angol és francia érdeklődők a komoly technikai és szellemi felkészültség ellenére sem értek el sikereket, az egyetlen jelentősebb, de kicsinek tekinthető kőolajmezőt a Nyitra vármegyei Egbellben tárták fel. Az időszak jelentős eredményének tekinthető, hogy kialakult egy hazai kutatógárda, és Erdélyben alkalmazásba vették az Eötvös Loránd által kifejlesztett torziós ingát, amit az ottani miocénkori sótömzsök kutatására használtak, ami kötődött a földgázhoz. Ez ráirányította a figyelmet az Alföld miocén rétegeire, a muraközi előfordulás a dél-zalai, a Kárpátok belső peremén elért eredmények pedig az Északi-középhegység területeire.

## Kutatások az első világháború után

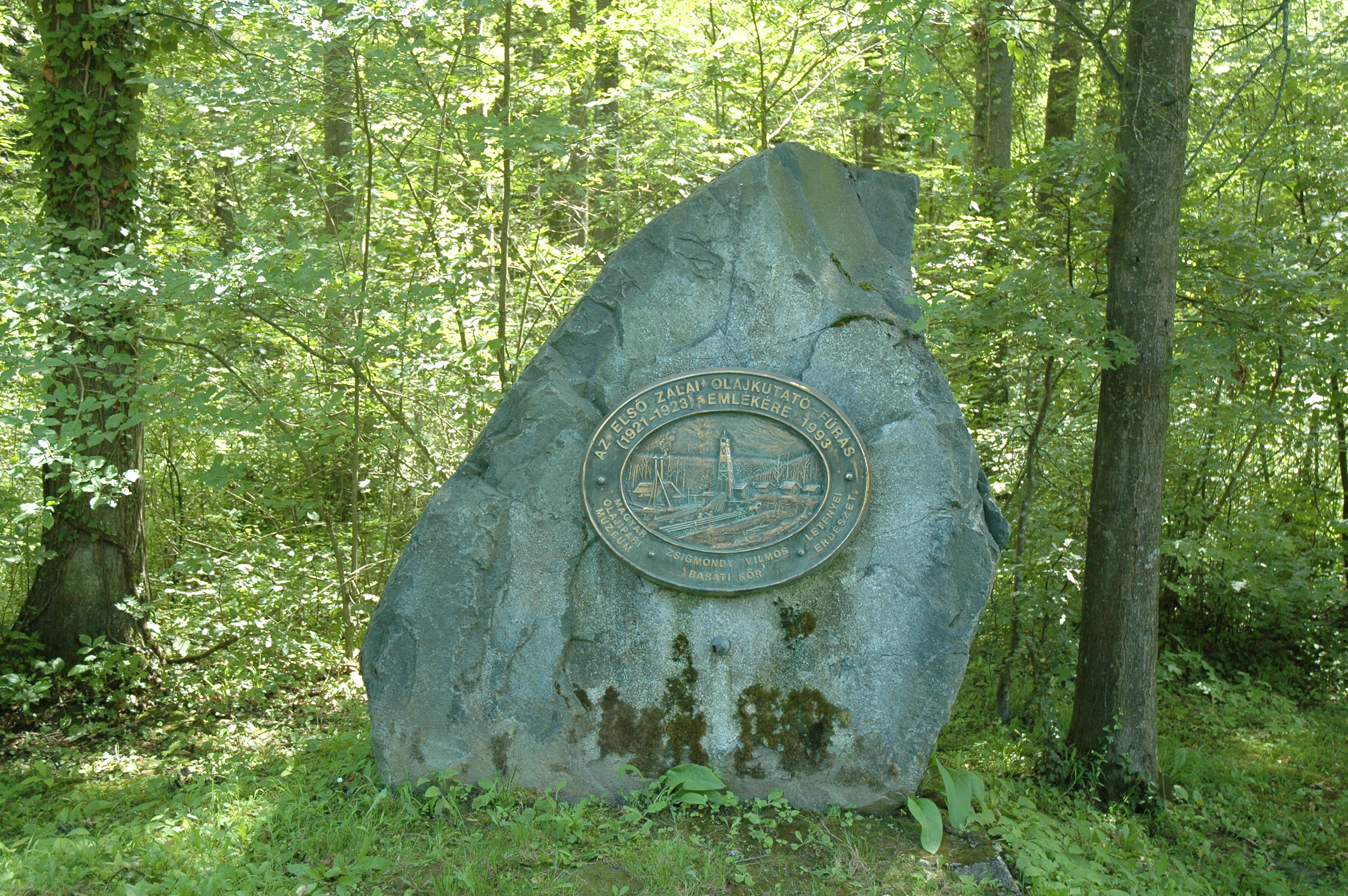
Az 1921–1923 közötti kutatófúrások emlékműve a budafapusztai arborétumban

1919 végén Pávai-Vajna Ferenc és Papp Simon geológusok a muraközi tapasztalatok alapján Budafapuszta (ma Kiscsehi része) környékére terjesztették ki az esetleges felboltozódás (kőolajcsapda) kimutatását térképészeti módszerekkel, ami a két szakember ellentéte ellenére sikerrel járt. 1921-ben az angol D’Arcy Kőolajkutató Vállalat koncessziót kapott 60 000 négyzetkilométer területre, és a kutatásokra leányvállalatot alapított „Magyar Olajszindikátus” néven. A koncesszió nem terjedt ki a Alföld artézivizes és az Északi-középhegység területeire, ugyanis ezeken a területeken a magyar állam önmaga kívánt kutatásokat kezdeni, amit azonban a szükséges tőke hiányában el kellett halasztani.

## A Magyar Olajszindikátus
A szindikátust 1921 februárjában alapították meg (Hungarian Oil Syndicate Ltd.), magyar vezetéssel. Az anyavállalat az Angol-Perzsa Olajvállalat, az akkori legerősebb olajipari cég vállalkozásaihoz tartozott. Rövid időn belül megkezdték a mélyfúrást Budafapuszta közelében, de terepi nehézségek miatt nem pontosan ott, ahol az előzetes térképészeti munkák alapján a kupola tetőpontja várható volt. A 30 hónap alatt 1737 méter mélységig elkészített fúrás (mint később bebizonyosodott) 300 méterrel tért el az olajmező peremétől. A Tolna vármegyei Kurd község határában megkezdett második fúrást műszaki nehézségek miatt 623 méter mélységben abba kellett hagyni. A fogyatkozó tőke és a hároméves opciós határidő közelsége miatt az angolok nem akartak újabb fúrást kezdeni, és vonakodtak a torziós műszer fejlesztésére is áldozni. Hosszabb huzavona után az opciót újabb három évvel meghosszabbították, és nagy szakmai viták után Baja közelében kezdték el a harmadik fúrást a magyar szakemberek által javasolt helyszín (Szamos völgy) helyett. Az előirányzott költségeket jelentősen túllépték, és a fúrás sikertelen volt. A céget sok huzavona után 1926-ban felszámolták, a magyar szakembereket külföldre helyezték át.

## Kezdeti kutatások az Alföldön
Az Alföldön több helyen is a fúrt kutak artézi vizével együtt gázok megjelenését tapasztalták. Eötvös Loránd továbbfejlesztett torziós műszerével több reménybeli felboltozódást jeleztek, de a kijelölt hortobágyi fúrással 1115 méter mélységben csak enyhén sós vizet találtak, kisebb gázmennyiség megjelenésével. Hajdúszoboszló térségében aknákkal és sekély mélységű kézi fúrásokkal tártak fel gázos meleg vizet több helyen is. A gázt több fúrásnál sikeresen leválasztották, palackozva a MÁV-nál világításra használták, és egy kisebb (öt községet árammal ellátó) erőművet hoztak létre. Az időközben hazatért Pávai-Vajna Ferenc geológus a kevés eredményt hozó szénhidrogén-kutatásokat látva az alföldi termálvizek hasznosítását szorgalmazta.

## Amerikai kutatások

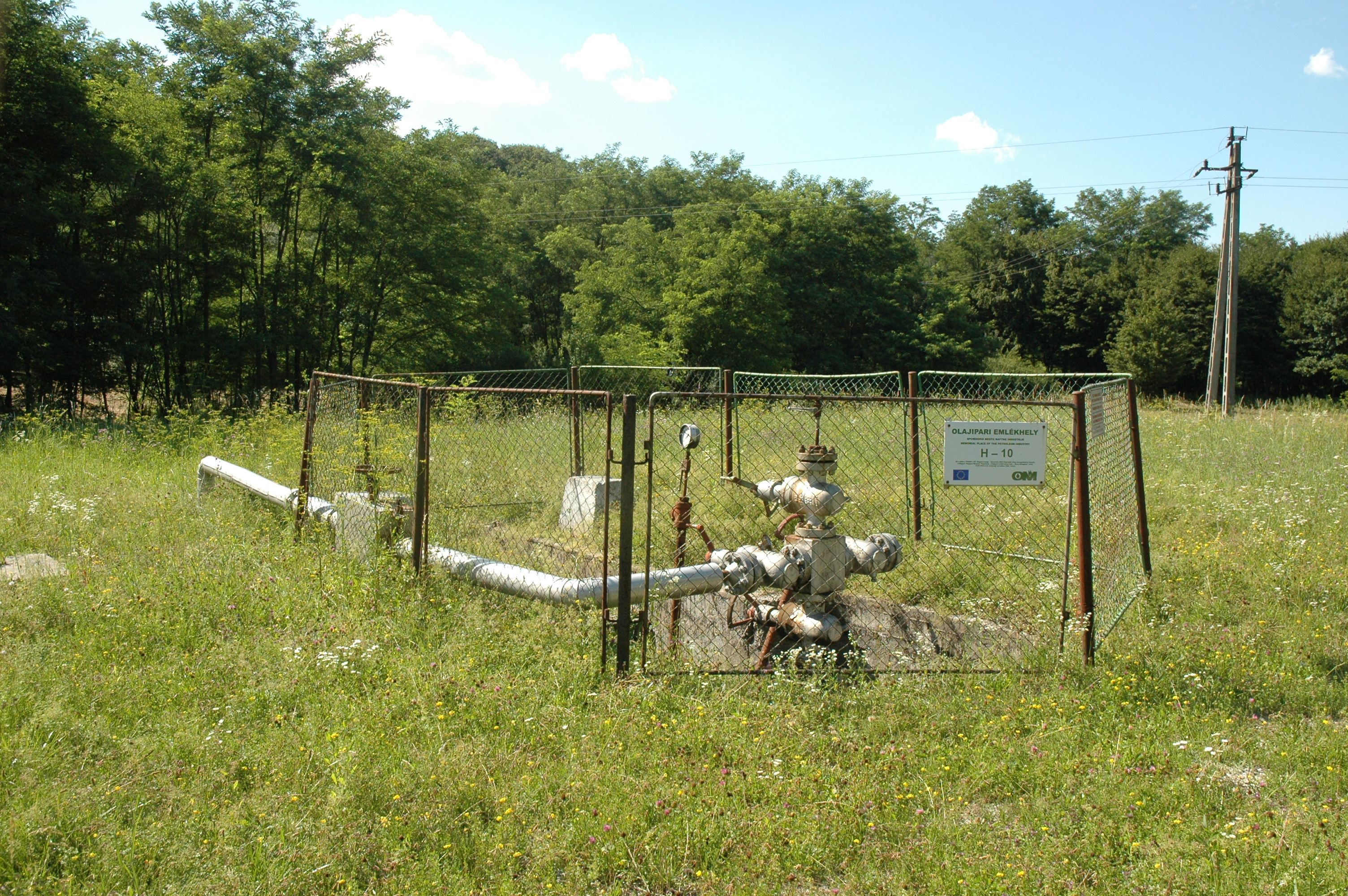
A Budafapuszta–2 jelű olajkút Bázakerettye határában

1931-ben az Egyesült Államok Delaware államában működő kőolajkartell létrehozta az Európai Gáz és Villamostársaságot (European Gas and Electric Co), az EUROGASCO-t. Ez a cég először Bécs közelében tárt fel jelentős földgáztelepeket. Ezután 1933-ban koncessziós szerződést kötöttek a magyar állammal. Az általuk már alkalmazott torziós ingás méréseket szeizmikus mérésekkel egészítették ki, majd mágneses méréseket is végeztettek az időközben hazatért magyar szakemberek közreműködésével. A cég korszerű, forgatva működő (Rotary) fúróberendezéseket hozott az országba, amelyekkel a mélyfúrás olcsóbb, gyorsabb és zavarmentesebb volt. 1937-ben Budafapuszta területén lemélyített fúrásuk 1754 méter mélységben erősen benzinszagú gázt adott, és közel egy évig napi 28 000 köbméter gázt termelt. 1937 decemberében készült el a második fúrásuk, ami naponta 54 tonna olajat adott. Sikerrel befejeződtek a kezdeti kutatások, körülhatárolták a budafai felboltozódást.

## Kutatások a Mátra környékén
A Recsk környékén folytatott földtani vizsgálatoknál több helyen is kőolaj-szivárgásokat tapasztaltak. Az Iparügyi Minisztérium elrendelte a korábban térképészeti munkával megismert bükkszéki geológiai felboltozódás megfúrását, ahol 1937. február 21-én 263 méter mélységben kőolajat találtak, aminek kitermelését néhány hónap múlva megkezdték. Ez az előfordulás kicsinek bizonyult, 10 év alatt letermelték az innen nyerhető 11 600 tonna olajat. A faluban ezenkívül rábukkantak a Salvus vízre is, amire gyógyfürdő települt.

## A kőolajtermelés fellendülése
Az amerikaiak belépésével 1938. július 18-án létrejött a Standard Oil Company leányvállalataként a Magyar-Amerikai Olajipari Rt., a MAORT.

### A MAORT tevékenysége
A MAORT az amerikaiak vezetésével a legkorszerűbb kutatási és termelési technológiáját valósította meg. A termeléssel egyidőben intenzív kutatásokat végeztek, graviméteres eljárással behatárolták a budafainál nagyobb Lovászi kőolajmezőt, majd az Újfalu és a Hahót mezőket. A kőolajtermeléssel együtt a földgáztermelés is növekedett: 1940-ben már 76 millió m³ földgázt termeltek, de abból csak 2 millió m³ került felhasználásra. A gázpazarlás csökkentésére és a földgáz visszatáplálására kompresszortelep építését kezdték meg, hogy a gáznyomást, és ezzel a kőolajtermelést tartani tudják. Ehhez azonban gázleválasztókat kellett létesíteni, ahol a gázból a gazolint (gázbenzint), a propánt és a butánt le tudták választani, és a kőolajat csővezetékben szivattyúzhatóvá tették. A költséges vasúti szállítás kiváltására 1941-ben megépítették a 8 hüvelyk (203 mm) átmérőjű csővezetéket Budafa és Csepel között, ahol a Shell cég finomítója működött. Kisebb átmérőjű csővezetéket építettek Szabadbattyán és Pétfürdő irányába, és egy másikat Almásfüzitőig, a finomítóhoz.
Magyarország a németek oldalán belépett a II. világháborúba, és hadat üzent az Egyesült Államoknak. Az amerikaiak távozásával az Iparügyi Minisztérium német nyomásra szorgalmazta a kitermelés fokozását, az újabb kutatások megszűntek. Az állam által irányított MAORT 1943-ban elérte az évi 831 000 tonna termelési csúcsot. A kitermelt 146 millió köbméter földgáz 47%-át haszontalanul égették el. A háború végén a berendezések nagy részét Bajorországba hurcolták.
1942–1943-ban a MAORT tisztviselői, munkásai számára megalapították MAORT-telepet Nagykanizsán.
A MAORT 1945 áprilisa és augusztusa között szovjet katonai parancsnokság alatt működött, majd az Iparügyi Minisztériumtól az amerikaiak novemberben visszavették az irányítást. Az állam kormánybiztost nevezett ki, és minél nagyobb kitermelésre kötelezték a céget, a kutatásokat nem tudták bővíteni, a termelés rohamosan csökkent. Papp Simon bányamérnök, a MAORT magyar vezetője és a kormányzati szervek között állandó összetűzések voltak, mivel az államosítási kísérletek egyre jobban erősödtek. A Standard Oil megfelelő kártérítés ellenében hajlandó lett volna kivonulni, de a tárgyalások eredménytelenek voltak. Hosszas huzavona után a MAORT-ot 1948-ban államosították. Az ÁVH letartóztatta Papp Simont, akit a Népbíróság egy konstruált perben több társával együtt elítélt. Az Egyesült Államok hivatalosan tiltakozott a magyar kormánynál a per és az államosítás ellen. A MAORT államosítását követően a Standard Oil végül kártérítésben részesült, ugyanis a magyar koronázási jelvények visszaadásának ez volt az egyik feltétele.

### Németország szerepe
A korábban folytatott kutatások közrejátszottak abban, hogy a német Winteshall A.G. koncessziós jogot kapott az Alföldön 18 500 négyzetkilométer területre, és megalakult a Magyar–Német Ásványolaj Művek Kft. (MANÁT). A Thyssen-Bornemissza csoport műszerezettségével 1943-ban befejezték a terület gravimetrikus felmérését. A MANÁT 1944 szeptemberéig 15 mélyfúrást végzett, amelyek közül a legmélyebb 2573 méter mély volt. A vizsgálatok 26 km hosszú és 8 km széles felboltozódást igazoltak, amelynek tetőpontján Tótkomlós közelében 170 bar nyomású szén-dioxidos földgázt tártak fel. A háború előrehaladtával a feltárásokat abbahagyták, a korszerű berendezéseket visszahagyták. A feltárások során Kaszaper közelében olajos földgázkitörés következett be, amit csak nagy nehézségek árán tudtak elzárni. A lezárás után a kútfejen 135 bar nyomást mértek.
A MANAT tevékenysége során nem ért el közvetlenül hasznosítható eredményeket, de kimutatta a dél-alföldi előfordulás szerkezeti rendszerét. A potsdami egyezmény alapján a MANÁT (mint német érdekeltség) szovjet kézbe került, és 1946-ban megalakult a Magyar-Szovjet Olajipari Részvénytársaság, a MASZOVAL.

### A MAORT az államosítás után

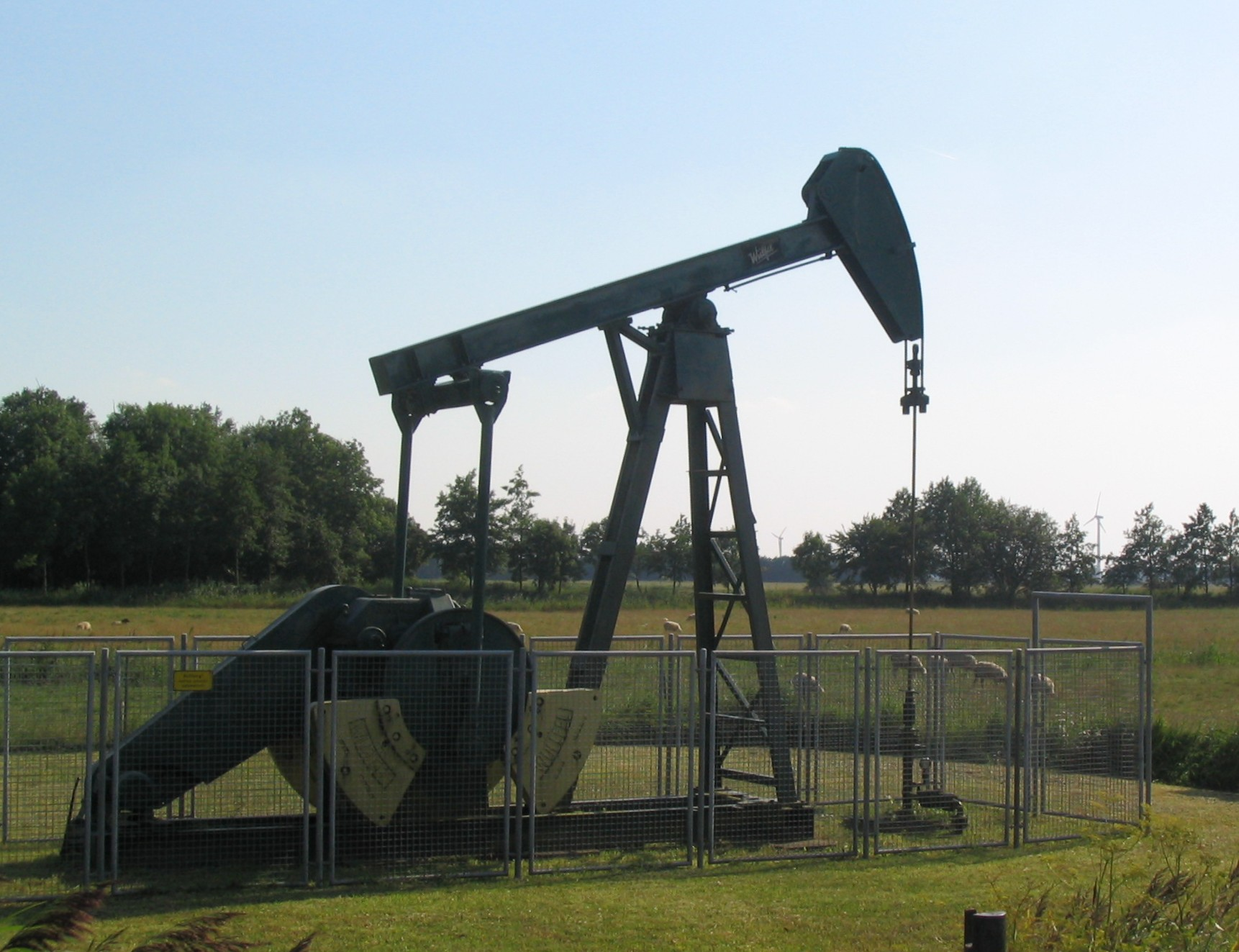
Himbás olajszivattyú

Az államosítás utáni átmeneti időszakban az irányítás minisztériumi szintre került. A legfontosabb feladat a termeléscsökkenés ütemének lassítása és a földgáz hasznosításba vonása volt. Ennek meg kellett teremteni a hazai hátterét, mert a nyugati felszerelések az embargó miatt (az államosítás elleni tiltakozásul), a keleti piacokról pedig áruhiány miatt nem volt lehetőség a beszerzésekre. Nagykanizsa lett a kőolajipari gép és szerelvénygyártás központja ami később kivitelre alkalmas berendezéseket is elő tudott állítani.
A kitermelésnél feleslegessé váló, „elpazarolt” földgáz hasznosítására Lovásziban és Bázakerettyén koromgyárakat létesítettek, amelyek termékét a gumigyártásban használták, de egyre sürgetőbbé vált a földgáz Budapestre szállításának megoldása, amire sok kísérletet tettek. Az azonos vezetékben történő, váltakozva olaj és földgáz szállítása nehezen volt megoldható, ezért Budapesten a végleges vezeték megépítéséig kokszból való gázgyártására kényszerültek.
Nagylengyel területén 1950-ben kezdték meg a termelést célzó mélyfúrásokat, de csak 1952 májusában egy 1963 méterig lefúrt kútban kaptak kedvező eredményt napi 95–100 köbméter feltörő kőolaj formájában. A nagylengyeli területen sikeresen üzembehelyezett kutakkal elérték, hogy az 1948. évi 483 ezer tonnás kitermelés 1955-re 1,2 millió tonnára növekedjen. Nagylengyelben egyes kutak hozama elérte a napi 200 tonnát, de az itt termelt olajat nagyrészt szivattyúkkal kellett a felszínre hozni, ami a nagy mélység és a nagy olajsűrűség miatt nehezen volt megvalósítható. Az erőltetett termelés a kutak elvizesedését okozta. A kitermelésnél kifejlesztették és sikeresen alkalmazták a szén-dioxid-besajtolásos eljárást, amire az adott lehetőséget, hogy a budafai mező mélyebb rétegeinek megkutatása során nagy mennyiségű szén-dioxidot tártak fel. Az üzemszerű hasznosításhoz sok részproblémát kellett megoldaniuk a szakembereknek.

### A MASZOVOL működése
A Duna vonalától keletre a MASZOVOL folytatta a német jóvátételként kapott kutatásokat. Körösszegapáti területén a szovjet szakemberek irányítása mellett folytatták a németek által félbehagyott kutatásokat, amikor nagymérvű földgázkitörés következett be, ahol több száz méter átmérőjű területen egy hatalmas iszapkráter keletkezett, ami miatt a Körösszegapáti mező tönkrement.
A MANÁT által kimutatott Biharnagybajomhoz tartozó mezőben 1946-ban kezdték meg a mélyfúrást és a kőolaj 1947 februárjában fel is tört, de a nagy propaganda ellenére a mező kevés olajat, de sok földgázt adott. Ezért úgynevezett „szabotázspert” konstruáltak (ez volt az első az ipar területén), Angyal Ferenc főmérnököt 15 év fegyházbüntetésre ítélték. 1953-ban a Nagy Imre-kormány, látva az ország egyre súlyosbodó gazdasági helyzetét, sok szakembert kiengedett a börtönökből. Így Angyal Ferenc 1953 decemberében kiszabadult, 1954 januárban kinevezték a Herend-i Szénbánya főmérnökévé. 1961-ben halt meg, Várpalotán temették el.
A MASZOVOL Tótkomlós területén is kudarcot vallott, a fúrás közben történt gázkitörés miatt keletkezett iszapkráter az egész fúróberendezést elnyelte. A Nádudvar-1-es fúrásnál a kitört földgáz belobbant, a fúrótorony izzásba jött, a tüzet 21 nap alatt sikerült eloltani. Sem Biharnagybajom, sem Körösszegapáti területén nem sikerült jelentős szénhidrogén-kitermelést megvalósítani. Ezután a dunántúli területekkel összevont, már átszervezett és a MASZOLAJ nevet felvevő vállalat az Alföld északi peremén folytatott kutatásokat, de csak Mezőkeresztes környékén értek el eredményeket. A MASZOLAJ megszűnéséig 1947 és 1954 között a biharnagybajomi területen összesen 25 400 tonna kőolajat és 25 millió köbméter földgázt, míg a mezőkeresztesi mezőből 16 600 tonna kőolajat és 97 millió köbméter földgázt termeltek ki.

## Az Országos Kőolaj- és Gázipari Tröszt megalakulása
1954-ben megszűnt a MASZOLAJ, és a szovjetek visszaadták részesedésüket a magyar államnak. Az iparág 24 kisebb-nagyobb vállalatra bomlott, ami magába foglalta a bányászatot, a kőolaj-feldolgozást, a gázszolgáltatást, a kereskedelmet és a szállítást, valamint a fejlesztési és üzemfenntartási szolgáltatásokat. A szétszabdalt vállalati rendszer nem tudott eredményesen együttműködni, ezért követve a jól bevált nyugati szervezeti rendszereket, 1957-ben létrehozták az Országos Kőolajipari Trösztöt.
1959-ben Hajdúszoboszló térségében jelentős földgázmezőt tártak fel, ami megnövelte a földgáz jelentőségét, ezért az elnevezést megváltoztatták, és létrejött az Országos Kőolaj- és Gázipari Tröszt, röviden az OKGT.

### Az Alföld kőolaj- és földgáz-előfordulásai
1959-ben egyre nagyobb területen vizsgálták meg ismét a korábban megismert gravitációs eltéréseket, és a hajdúszoboszlóival szinte egy időben a tótkomlósi előfordulás északi részén, Pusztaföldvár közelében jelentős szénhidrogén telepeket tártak fel. Üllés területén 1963-ban váratlanul bukkantak kőolajra. A kutatásokat a Tisza felé folytatták, és egy szeizmikusan kimutatott geológiai boltozódás fölött kijelölték az „Algyő-1.” jelű fúrási pontot, ahol 1965-ben kezdték el a mélyfúrást. Ezzel egy időben egy termelőszövetkezet megrendelésére Tápé határában, amely ma Szeged része, a Vízkutató Vállalat egy termálkút fúrását kezdte meg az OKGT fúrási pontjától több mint 4 kilométer távolságra, ahol 1965. július 7-én váratlanul kőolaj tört fel, amire nem voltak felkészülve, így az olajat egy közeli halastóban fogták fel.
Ekkor az algyői fúrás 1517 méter mély volt, de azt 2262 méter mélységig továbbfúrták. A részletes vizsgálatok kimutatták, hogy ez a fúrás 24 jelentős földgáztartalmú réteget harántolt. A részletes vizsgálatokkal kiderítették, hogy a nagy földgáztároló rétegcsoportot keskeny kőolajszegély veszi körbe, amibe a tápéi fúrás véletlenül beletalált. Az algyői részletes kutatások alapján az itt lévő készlet az ország legnagyobb szénhidrogénmezejének bizonyult. A szeged-algyői fejlesztés következtében jelentős változás következett be, 1970-ben az országos termelésből a kőolaj 68%-át, a földgáz 96%-át az alföldi területeken termelték. Ebben az időszakban átlagosan 1,78 millió tonna kőolajat és 2,67 milliárd köbméter földgázt biztosított a hazai kitermelés.
1968. december 19-én Algyőn gázkitörés történt, ami begyulladt. A tűz eloltásához új technológiát fejlesztettek ki, amit az Öbölháborút követően Kuvaitban is sikerrel alkalmaztak.
A folyamatosan végzett kutatások az alföldi termelés fokozását tették lehetővé, amivel a dunántúli nagyobb mélységben való termeléssel együtt 2 millió tonna éves kőolaj és 6 milliárd köbméter földgáz folyamatos kihozatalát értek el. Ez azonban nem volt elég az ország igényeinek kielégítésére, továbbra is szükség volt a Szovjetunióból behozott kőolaj és földgáz igénybevétele mellett a közel-keleti behozatalra is, amelynek fogadására megépítették az „Adria” szállító csővezetéket.

### A nagy mélységű kutatások
Az 1973-as és 1979-es olajválság miatt megemelkedett kőolajárak szükségessé tették a már feltárt szénhidrogénmezők és újabb területek nagyobb mélységben történő kutatását. 1985-ig a mélyfúrások átlagos mélysége 2559 méter volt. A Kárpát-medence területén lévő magas geotermikus gradiens miatt a nagyobb mélységű fúrásokhoz jelentős fejlesztésekre volt szükség, ugyanis Magyarországon a 3000 métert meghaladó mélységű fúrásokhoz olyan felkészültség kellett, mint máshol a 6000 méter mélységhatárú fúrásokhoz. A nagy mélységű fúrásokra az OKGT osztrák, német és angol ajánlatokat kapott, de a saját megvalósítás mellett döntöttek, mert a prognosztizált szénhidrogénvagyon 30%-a a 3000 méter mélység alatt volt várható, amit Barcs közelében tapasztaltak is, ahol 3000 méter mélység alatt iparilag hasznosítható földgáztelepeket találtak.
Az I. Petroleum Project elnevezésű vállalkozáshoz a Világbank folyósított hitelt, aminek célja elsősorban a nagy mélységű fúrás technológiájának kialakítása, a szükséges eszközök beszerzése és a kísérleti fúrások elvégzése volt. E program keretén belül, többek között a következőket végezték el:
- Fábiánsebestyén 4. számú fúrás 4239 méter mélységig, ahol gőzkitörés következett be.
- Makó térségében 4170 méterig fúrtak le, ahol szénhidrogén-nyomokat találtak.
- A „Békés-2.” elnevezésű fúrás 5500 méter mélységet ért el.
- Bagamér területén 2900 méter mélységben a vizsgálatok alatt gázt és párlatot termeltek.
- Dévaványa 1. számú fúrását 2510 méterig mélyítve nem találtak szénhidrogént.
- Az „Alpár-1.” jelű fúrást 5305 méter mélységig, a Kiskunhalas-1. számú fúrását 4505 méterig mélyítették le, de mindkettő meddőnek bizonyult.
- A „Szentgyörgyvölgy-1.” jelű mélyfúrás 4200 méter mélységben a vizsgálatok során földgázt és párlatot adott.

A nagy mélységű kutatásokat tovább folytatják.

### A fúrási technika fejlesztése
A mélyfúrás technológiáját a MAORT által bevezetett, forgatva működő (Rotary) technológiát sokáig változatlan módon alkalmazták. Kezdetben a fa- vagy széntüzelésű kazánokkal fejlesztett gőzgépeket használtak a berendezések meghajtásához. A lényeges változást a kútgázok gőzfejlesztésre való felhasználása jelentette. A fúrószerszámoknál bevezették a jetfúrókat, majd elterjedt a görgős jetvésők alkalmazása, amelynek hazai gyártását is megoldották. A fúróárbócok teherbírásának növelésével megoldották a hazai gyártást, a kisebb munkákhoz tehergépkocsira szerelt berendezéseket fejlesztettek ki és alkalmaztak, amelyek már dízelhajtással rendelkeztek. Fejlesztették a fúróiszapok előállítását és kezelését, alkalmazták a gázt adó kutak szűrőzését a homokbeáramlás megakadályozására.
Kialakították az irányított ferde fúrás és a vízszintesbe fordított mélyfúrások technológiai rendszerét.

### A kőolaj-kitermelés fejlesztése
Kezdetben az olajtermelést a természetes rétegnyomást kihasználva végezték. Már 1932-ben szükségessé vált a rétegnyomás fenntartása és fokozása érdekében a gázvisszasajtolás alkalmazása. Ehhez a földgázból le kellett választani a propán- és butángázokat, amihez Budafán mosóolajos, Lovásziban aktívszenes gazolintelepeket hoztak létre. A gazolintelepeken előállított „száraz gáz” kompresszorokkal való visszanyomása akkor Európában élvonalbeli technika volt.
A rétegnyomások csökkenése miatt egyre több kútnál kellett alkalmazni a mélyszivattyúkat. A himbás szivattyúkat kezdetben Romániából és a Szovjetunióból szerezték be, de rövidesen megoldották a hazai gyártást. A mélyszivattyúkkal együtt a segédgázas eljárást is alkalmazták, szomszédos kutakból átvezetett gázokkal. A nagy viszkozitású olajakat adó kutaknál a felszálló olaj gázzal való fűtését kellett megoldani. Gyakori volt a kutak elvizesedése, de alkalmazták a nagynyomású vízzel való elárasztást, mindkét esetben a képződő olajemulzió vegyszeres leválasztására berendezéseket építettek ki.
A vizsgálatok azt mutatták, hogy a porózus kőzetekben nagy olajtartalom marad vissza. Ezért szorgalmazták a szén-dioxid visszanyomását, amihez a szükséges szén-dioxidot az olajtartalmú telepeknél mélyebben elhelyezkedő rétegekből nyerték. Ezt az eljárást 1972-ben a Lovászi területén már üzemszerűen alkalmazták.
A Nagylengyel területén lévő kutaknál a felületaktív anyagok besajtolásával és baktériumos besajtolással is végeztek kísérleteket.
Az alföldi olajtelepek leművelése során is üzemszerűen alkalmazták a vízbesajtolást és a gázvisszatáplálást a természetes rétegenergia csökkenése esetén.

### A földgázkitermelés fejlesztése

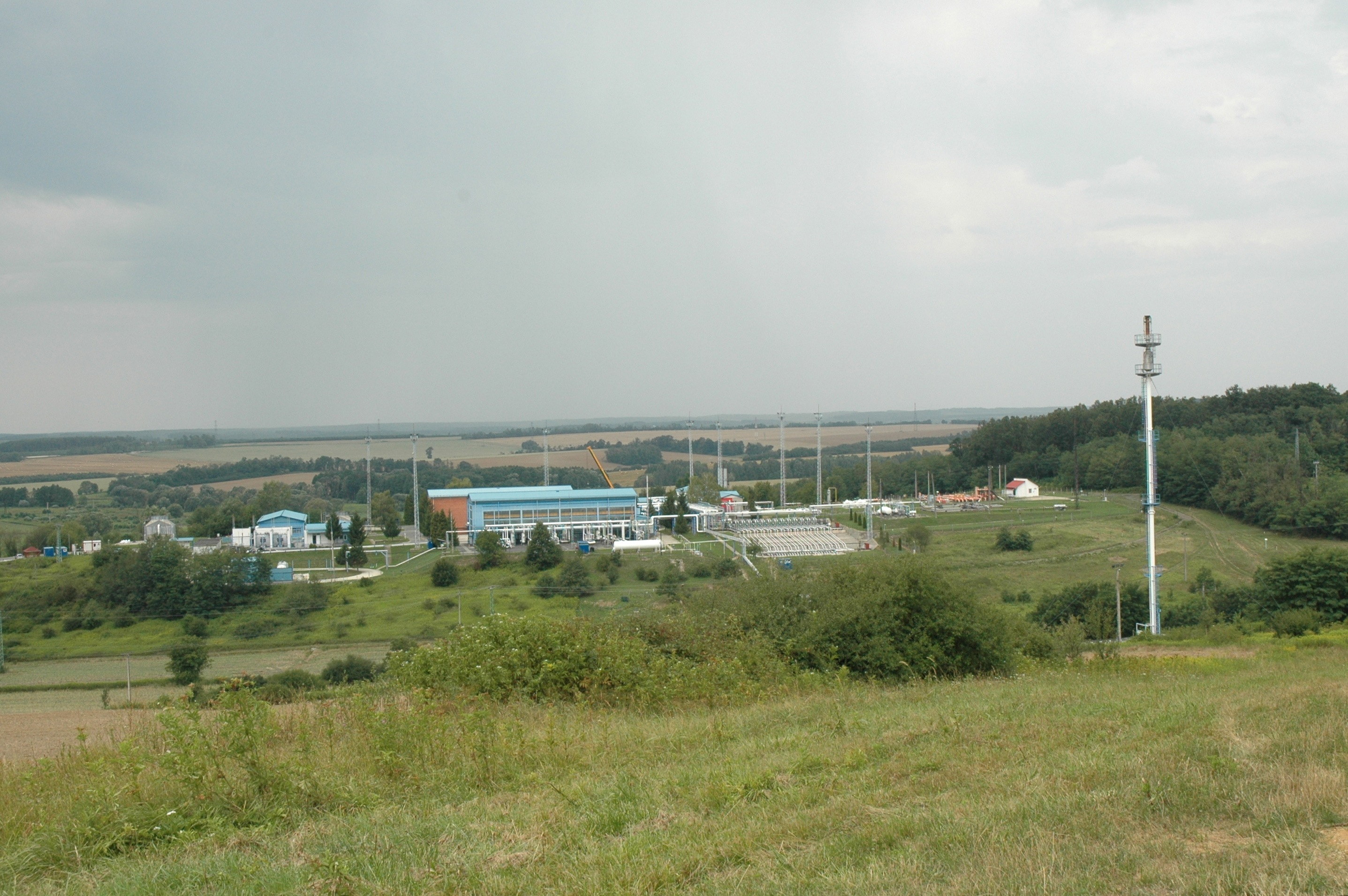
A pusztaedericsi földalatti gáztározó felszíni létesítményei

A feltárt földgáz minősége rendkívül változatos volt, ami miatt a gázkezelés különféle megoldásait alkalmazták, a konkrét alkalmazás függött a felhasználás céljától is. A magas szén-dioxid-tartalmú gázokat ipari üzemekben használták, így a Pusztaföldvár térségében termelt magas szén-dioxid-tartalmú, kis fűtőértékű gázt Orosházán az üveggyárban hasznosították. Több gáztelepnek volt közeli hőigényes technológia célüzeme.
1968-ban világossá vált, hogy az Alföld térségében vannak a jelentős gáztelepek, amelyekre az országos gázellátás kiépülhet. Az egyenletes minőség biztosításához központosítani kellett a különböző előfordulásoktól érkező földgáz kezelését, a leválasztások megoldását, amihez Szank térségében építettek egy központi gázállomást, ahol a propán-bután (PB-gáz) palackozása is lehetővé vált, kiegészítve a Hajdúszoboszlón korábban már üzembehelyezett palackozó üzemet. Szankon nyomásfokozó kompresszor telepet is építettek, hogy az alacsonyabb nyomású gázt is betáplálhassák az országos rendszerbe. Több helyen kisebb gázelőkészítőket kellett létrehozni, hogy a kisebb mezőket is be tudják kapcsolni az országos rendszerbe, így Méhkerék, Álmosd, Füzesgyarmat és Sarkadkeresztúr közelében épült többek között ilyen állomás.
A gázfogyasztás a távfűtő művek és a lakossági fogyasztók előtérbe kerülésével jelentősen szezonálissá vált, amit a termelés változtatásával nem lehetett követni. A szezonalitás kiküszöbölésére átmeneti tárolók kialakítására volt szükség. A demjéni mezőben már 1966-ra megvalósították a leművelt telepekben Eger város téli ellátásához a csúcsgazdálkodást megoldó földalatti gáztárolást. A földalatti gáztároláshoz azok a telepek voltak megfelelőek, amelyek olyan porózus kőzetben voltak, ami felett biztonságos vastagságú záróréteg helyezkedett el, és könnyen bekapcsolhatóak az országos rendszerbe. Ennek megfelelően Hajdúszoboszló, Kardoskút, Pusztaederics és átalakítás után Zsana gáztelepeit tették alkalmassá tartós tárolásra. A Dunántúlon a mészkő kavernás rendszerben nagy mélységben előforduló kiürült telepek szolgálnak átmeneti gáztározóul Nagylengyelben.

### Kőolaj- és földgázszállítás
A MAORT által megépített zalai 8 hüvelykes csővezetékkel Európában egyedülálló módon kőolajat és földgázt váltakozva szállítottak Csepelre. 1949-ben Siófok székhellyel önálló vállalatot hoztak létre a kőolaj és a földgáz szállítására és az ehhez szükséges vezetékek, nyomásfokozó állomások megépíttetésére, üzemeltetésére. 1959-ben Dunaújváros és az albertfalvai gázgyár között 300 milliméter átmérőjű, 70 kilométer hosszú vezetéket építettek, mert a zalai vezeték már elégtelenné vált a budapesti gázellátásra. Megépítették a fővárost megkerülő 25 km hosszú, 250 mm átmérőjű vezetéket is. A román határtól 170 km hosszban épült meg egy 300 mm átmérőjű vezeték, amiben 1984-ig szállítottak gázt a Tiszai Vegyiművekbe és az Ózdi Kohászati Üzemekhez.
1962-ben készült el a 400 mm átmérőjű „Barátság I.” kőolajvezeték, amelynek magyar szakasza 148 km hosszú, és a Volga-menti lelőhelyek olaját szállítja. 1964-ben helyezték üzembe. Időközben több nagynyomású vezetéket is létesítettek a nagyobb települések ellátására. Párján, a „Barátság II.” vezeték 600 mm átmérőjű magyarországi szakaszán 1972-ben indult meg a szállítás. A MOL Rt. keretén belül működő szállítási üzletág 4550 km hosszú, 300–800 mm átmérőjű földgáz-vezetékrendszert és 900 km hosszú 200–600 mm átmérőjű kőolajszállító vezetéket üzemeltet, amelyekhez 900 db gázátadó és csomópont, valamint három kompresszorállomás tartozik. (Ebben értelemszerűen nem szerepelnek az egyes településeket ellátó vezetékrendszerek.)

## A Magyar Olajipar Részvénytársaság (MOL Rt.) létrehozása
A Világbank ajánlása alapján 1991-ben önállósodtak a gázszolgáltató vállalatok, az olajipari gépgyártás, a mélyfúró vállalatok és a szénsavtermelő és értékesítő vállalat. Az OKGT jogutódjaként létrehozták a „Magyar Olajipari Részvénytársaság”-ot, azaz a MOL Rt-t, amely megtartotta a vertikalitást, és kialakították a kutatási-termelési, valamint a feldolgozási-kereskedelmi divíziót. Megkezdték a cég magánosítását, aminek keretén belül a részvények egy részét kárpótlási jegy ellenében értékesítették, de többségüket szakmai befektetők vásárolták meg. A magyar állam a Kincstári Vagyonkezelő Rt. útján megtartotta az „arany részvényt”, és a vagyontárgyak között mintegy 600 termelő kutat apportált a MOL Rt-be. Közel 3500 kút a területével együtt a kincstár birtokában maradt, melyek között zömmel meddő kutak vannak, de vannak közöttük termálvizes és gáznyomás alatt álló kutak is, amelyek további értékesítése, felszámolása, esetleg más célú hasznosítása folyamatban van.